# Henri Espinouze
Henri Espinouze, né le 21 mars 1915 à Perpignan et mort le 14 novembre 1982 à Vichy, est un peintre français.

## Biographie
Henry Raoul Albert Espinouze est le fils de Raoul Jean Espinouze, docteur en médecine, et de Françoise Julie Vigié.
Son père ophtalmologiste soigne les yeux d'un jeune peintre encore inconnu, Henri Matisse.
Accompagné de ses amis Charles Trenet et Robert Rius, il monte à Paris. Il illustre Cahier sur le rêve d'André Breton et collabore à la revue le Minotaure en signant Espinoza.
Peintre surréaliste surnommé, il sera également illustrateur, graveur, lithographe, puis écrivain. À partir de la seconde guerre mondiale, il renouvèle largement son inspiration et sa manière de peindre. Il développe ainsi une œuvre qualifiée de « dionysiaque » par le critique Jean Rousselot et plus en lien avec le monde qui l'environne. Au-delà de Paris où il vit, il fréquente également la Dordogne, Vichy et plus épisodiquement la Bretagne.
En 1964, Pierre Genève lui dédie son roman Opération Chypre (à Youki et Henri Espinouze).
En 1966, il épouse Youki, puis prend pour compagne Claude de Burine.
Il meurt à Vichy, à l'âge de 67 ans.